# Tercera A de Chile 2009
El Torneo Nacional de la Tercera División A de Chile corresponde al principal campeonato disputado en la Serie C del fútbol chileno, durante 2009. Participan 16 equipos, con jugadores nacionales menores de 23 años, razón por la cual el torneo, en todas sus ediciones, es conocido como Torneo Nacional Sub-23.
Catorce de los dieciséis equipos participantes quedaron clasificados para este torneo durante la temporada anterior. Linares Unido se sumó en febrero de 2009 luego de competir en una liguilla con otros 4 equipos para ocupar el cupo del renunciado Universidad Arturo Prat. El otro participante es Arturo Fernández Vial, recién descendido en 2008.
El torneo comenzó el 18 de abril, y terminó el 14 de noviembre. El ganador del torneo, al cabo de dos fases, fue Unión Temuco, quien con una temporada en Tercera División y una en Tercera A obtuvo su primer ascenso al fútbol de Primera B.
Por otro lado, los equipos que descendieron a la nueva Tercera B fueron Peñalolén y Deportes Valdivia, quienes resultaron últimos en sus respectivos grupos de la liguilla de descenso. Los penúltimos de sus grupos, Arturo Fernández Vial y Municipal Mejillones, clasificaron a la liguilla de promoción con equipos de la categoría inferior. Ambos cuadros ganaron sus respectivas llaves y aseguraron su cupo para torneo del año 2010. 

## Movimientos divisionales
| Pos | a Primera B de Chile 2009 |
| --- | ------------------------- |
| 1º  | Naval (Campeón)           |

| Pos | desde Primera B de Chile 2008 |
| --- | ----------------------------- |
| 1º  | Arturo Fernández Vial         |

| Pos       | a Tercera B de Chile 2009                               |
| --------- | ------------------------------------------------------- |
| 2º (LP1)  | Deportes Santa Cruz                                     |
| 2º (LP2)  | Universidad Iberoamericana                              |
| 2º (LP3)  | Pudahuel Barrancas                                      |
| 2º (LP4)  | Deportivo Ormazábal (Retornó a su asociación de origen) |
| 3° (LP1)  | General Velásquez                                       |
| 3º (LP2)  | Luis Matte Larraín                                      |
| 3º (LP3)  | Deportes Quilicura                                      |
| 3º (LP4)  | Municipal Pozo Almonte (AFUNOR)                         |
| 4º (LP2)  | Corporación Municipal de Nuñoa                          |
| 4º (LP3)  | Deportes Cerro Navia                                    |
| 4º (LP4)  | Deportes Tocopilla (AFUNOR)                             |
| 4º (LP5)' | Provincial Talagante                                    |
| 5° (LP5)  | Juventud Puente Alto                                    |
| 6º (LP5)  | Ferroviarios de Chile                                   |

| Pos      | a Asociación de Origen           |
| -------- | -------------------------------- |
| 2a. F.º  | Unión Bellavista                 |
| 5º (LP4) | Municipal Alto Hospicio (AFUNOR) |
| 6º (LP1) | Malleco Unido                    |

| Pos      | Abandono de la Competencia.        |
| -------- | ---------------------------------- |
| 2a. F    | Universidad Arturo Prat (Disuelto) |
| 5º (LP1) | Provincial Temuco (Disuelto)       |
| 6º (LP4) | Universidad de Tarapacá (Disuelto) |

## Aspectos generales
Este torneo es la culminación de un proceso de profesionalización, que fue iniciado el año 2008 con el descenso de varios equipos a la nueva Tercera B o a sus respectivas asociaciones de origen. 
Con la creación de la nueva Tercera B, hay descenso a la categoría inferior. Durante esta temporada son 2 los equipos que descienden directamente, mientras otros 2 participan en una liguilla de promoción con equipos de Tercera B.

## Modalidad
El campeonato se juega en dos fases y con divisiones zonales de los equipos.
- En la Primera fase, los 16 equipos participantes son divididos en dos grupos con 8 equipos cada uno: éstos son el Grupo Norte y el Grupo Sur. Los cuatro primeros equipos de cada grupo clasificarán a la Liguilla Final.

- En la Segunda fase, el equipo que logre el primer lugar de la Liguilla Final se coronará como Campeón de la Tercera A 2009 y ascenderá a Primera B.

En el otro frente, los cuatro últimos equipos de cada grupo disputarán Liguillas de descenso. Los 2 equipos que ocupen el último lugar de cada grupo desciende automáticamente a la Tercera B, mientras los 2 penúltimos de cada grupo participarán en una Liguilla de promoción con cuadros de la Tercera B.

## Primera fase
Fecha de actualización: 26 de julio de 2009

### Zona Norte

#### Resultados
| Local \ Visita         | AGC | BRN | OV  | MG  | MEJ | PEÑ | TRA | UQL |
| ---------------------- | --- | --- | --- | --- | --- | --- | --- | --- |
| AGC Provincial Cabildo |     | 1–1 | 1–0 | 0–1 | 1–0 | 2–1 | 0–2 | 3–0 |
| Barnechea              | 2–1 |     | 0–0 | 1–2 | 0–0 | 1–1 | 0–0 | 0–2 |
| Deportes Ovalle        | 0–1 | 1–2 |     | 0–1 | 3–1 | 3–1 | 2–0 | 1–1 |
| Magallanes             | 6–4 | 0–2 | 0–1 |     | 2–0 | 2–1 | 2–0 | 4–1 |
| Municipal Mejillones   | 1–0 | 0–2 | 3–1 | 2–2 |     | 3–1 | 0–0 | 1–0 |
| Peñalolén              | 1–1 | 0–2 | 1–1 | 0–1 | 3–2 |     | 1–1 | 1–4 |
| Trasandino             | 4–2 | 3–0 | 0–0 | 2–2 | 4–2 | 3–1 |     | 3–1 |
| Unión Quilpué          | 0–1 | 4–2 | 1–1 | 2–1 | 1–1 | 4–3 | 3–1 |     |

#### Tabla
| Pos | Equipo                 | Pts | PJ | PG | PE | PP | GF | GC | DIFG |
| --- | ---------------------- | --- | -- | -- | -- | -- | -- | -- | ---- |
| 1   | Magallanes             | 29  | 14 | 9  | 2  | 3  | 26 | 16 | 10   |
| 2   | Trasandino             | 23  | 14 | 6  | 5  | 3  | 23 | 16 | 7    |
| 3   | Unión Quilpué          | 21  | 14 | 6  | 3  | 5  | 24 | 23 | 1    |
| 4   | AGC Provincial Cabildo | 20  | 14 | 6  | 2  | 6  | 18 | 19 | -1   |
| 5   | Barnechea              | 20  | 14 | 5  | 5  | 4  | 16 | 16 | 0    |
| 6   | Deportes Ovalle        | 17  | 14 | 4  | 5  | 5  | 14 | 13 | 1    |
| 7   | Municipal Mejillones   | 16  | 14 | 4  | 4  | 6  | 17 | 21 | -4   |
| 8   | Peñalolén              | 7   | 14 | 1  | 4  | 9  | 16 | 30 | -14  |

### Zona Sur

#### Resultados
| Local \ Visita        | COL | DTM | AFV | IBR | LIN | SAU | UTM | DVA |
| --------------------- | --- | --- | --- | --- | --- | --- | --- | --- |
| Colchagua             |     | 0–1 | 0–2 | 1–1 | 3–1 | 1–0 | 0–5 | 3–2 |
| Deportes Temuco       | 2–0 |     | 3–1 | 1–1 | 2–1 | 2–2 | 1–1 | 3–2 |
| Arturo Fernández Vial | 1–2 | 2–1 |     | 1–1 | 1–1 | 1–2 | 1–4 | 2–1 |
| Iberia                | 0–0 | 1–2 | 2–1 |     | 2–2 | 2–2 | 2–1 | 1–0 |
| Linares Unido         | 1–0 | 0–0 | 0–0 | 1–1 |     | 2–2 | 2–0 | 0–2 |
| San Antonio Unido     | 1–1 | 0–2 | 3–0 | 0–3 | 2–1 |     | 2–2 | 1–2 |
| Unión Temuco          | 1–1 | 3–3 | 2–1 | 2–0 | 1–1 | 1–0 |     | 1–1 |
| Deportes Valdivia     | 1–1 | 1–0 | 1–0 | 0–2 | 2–3 | 0–1 | 2–2 |     |

#### Tabla
| Pos | Equipo                | Pts | PJ | PG | PE | PP | GF | GC | DG |
| --- | --------------------- | --- | -- | -- | -- | -- | -- | -- | -- |
| 1   | Deportes Temuco       | 26  | 14 | 7  | 5  | 2  | 23 | 15 | 8  |
| 2   | Unión Temuco          | 22  | 14 | 5  | 7  | 2  | 26 | 17 | 9  |
| 3   | Iberia                | 22  | 14 | 5  | 7  | 2  | 19 | 14 | 5  |
| 4   | San Antonio Unido     | 17  | 14 | 4  | 5  | 5  | 18 | 20 | -2 |
| 5   | Colchagua             | 17  | 14 | 4  | 5  | 5  | 13 | 19 | -6 |
| 6   | Linares Unido         | 16  | 14 | 3  | 7  | 4  | 16 | 18 | -2 |
| 7   | Deportes Valdivia     | 15  | 14 | 4  | 3  | 7  | 17 | 20 | -3 |
| 8   | Arturo Fernández Vial | 12  | 14 | 3  | 3  | 8  | 14 | 23 | -9 |

|  | Clasificado a la Fase final. |

## Octogonal final
La Segunda fase del torneo se disputará a partir de agosto hasta noviembre de 2009, en dos frentes:
- Una Liguilla Final, donde los ocho ganadores de la fase anterior jugarán por el título y el ascenso a Primera B y
- Dos Liguilla de Descenso, donde los restantes participantes deberán disputar para no descender a Tercera B.

### Liguilla Final
Fecha de actualización: 14 de noviembre de 2009

#### Resultados
| Local \ Visita         | AGC | DTM | IBR | MG  | SAU | TRA | UQL | UTM |
| ---------------------- | --- | --- | --- | --- | --- | --- | --- | --- |
| AGC Provincial Cabildo |     | 2-4 | 1–1 | 1–0 | 3–3 | 2–1 | 1–2 | 1–1 |
| Deportes Temuco        | 5–1 |     | 1–0 | 1–2 | 3–0 | 3-0 | 2–2 | 1–3 |
| Iberia                 | 0–0 | 4–3 |     | 2–0 | 1–0 | 2–0 | 1-0 | 0–0 |
| Magallanes             | 5–1 | 0–1 | 0–1 |     | 1–0 | 1–2 | 4–1 | 2–4 |
| San Antonio Unido      | 1–3 | 2–1 | 0–1 | 1-6 |     | 1–3 | 1–2 | 0–5 |
| Trasandino             | 3–1 | 0–0 | 0-1 | 1–1 | 5–1 |     | 3–2 | 0–2 |
| Unión Quilpué          | 4–1 | 1–0 | 0–5 | 0–2 | 0–5 | 0–2 |     | 0-2 |
| Unión Temuco           | 6–0 | 1–3 | 2–2 | 3–1 | 6-2 | 4–3 | 3–1 |     |

| Pos | Equipo                 | Pts | PJ | PG | PE | PP | GF | GC | DIFG |
| --- | ---------------------- | --- | -- | -- | -- | -- | -- | -- | ---- |
| 1   | Unión Temuco           | 33  | 14 | 10 | 3  | 1  | 42 | 16 | 26   |
| 2   | Iberia                 | 31  | 14 | 9  | 4  | 1  | 21 | 7  | 14   |
| 3   | Deportes Temuco        | 23  | 14 | 7  | 2  | 5  | 28 | 18 | 10   |
| 4   | Trasandino             | 20  | 14 | 6  | 2  | 6  | 23 | 21 | 2    |
| 5   | Magallanes             | 19  | 14 | 6  | 1  | 7  | 25 | 19 | 6    |
| 6   | Unión Quilpué          | 13  | 14 | 4  | 1  | 9  | 15 | 32 | –17  |
| 7   | AGC Provincial Cabildo | 13  | 14 | 3  | 4  | 7  | 18 | 36 | –18  |
| 8   | San Antonio Unido      | 7   | 14 | 2  | 1  | 11 | 17 | 40 | –23  |

## Campeón
| Campeón Unión Temuco Asciende a Primera B |

### Liguilla de Descenso Zona Norte

#### Resultados
| Local \ Visita       | BRN | DOV | MEJ | PÑA |
| -------------------- | --- | --- | --- | --- |
| Barnechea            |     | 3–2 | 4–1 | 5–0 |
| Deportes Ovalle      | 1–0 |     | 2–0 | 2–1 |
| Municipal Mejillones | 3–1 | 1–1 |     | 3–1 |
| Peñalolén            | 0–0 | 0–2 | 1–4 |     |

#### Tabla
| Pos | Equipo               | Pts | PJ | PG | PE | PP | GF | GC | DIF |
| --- | -------------------- | --- | -- | -- | -- | -- | -- | -- | --- |
| 1   | Deportes Ovalle      | 13  | 6  | 4  | 1  | 1  | 10 | 5  | 5   |
| 2   | Barnechea            | 10  | 6  | 3  | 1  | 2  | 13 | 7  | 6   |
| 3   | Municipal Mejillones | 10  | 6  | 3  | 1  | 2  | 12 | 10 | 2   |
| 4   | Peñalolén            | 1   | 6  | 0  | 1  | 5  | 3  | 16 | -13 |

### Liguilla de Descenso Zona Sur

#### Resultados
| Local \ Visita        | COL | AFV | LIN | DVA |
| --------------------- | --- | --- | --- | --- |
| Colchagua             |     | 2–2 | 3–2 | 6–0 |
| Arturo Fernández Vial | 1–2 |     | 1–1 | 4–2 |
| Linares Unido         | 2–1 | 2–0 |     | 1–1 |
| Deportes Valdivia     | 1–3 | 1–2 | 0–1 |     |

#### Tabla
| Pos | Equipo                | Pts | PJ | PG | PE | PP | GF | GC | DIF |
| --- | --------------------- | --- | -- | -- | -- | -- | -- | -- | --- |
| 1   | Colchagua             | 13  | 6  | 4  | 1  | 1  | 17 | 8  | 9   |
| 2   | Linares Unido         | 11  | 6  | 3  | 2  | 1  | 9  | 6  | 3   |
| 3   | Arturo Fernández Vial | 8   | 6  | 2  | 2  | 2  | 10 | 10 | 0   |
| 4   | Deportes Valdivia     | 1   | 6  | 0  | 1  | 5  | 5  | 17 | -12 |

|  | Pasa a Liguilla de Promoción |
|  | Desciende a Tercera B        |

- Los clubes que descendieron a Tercera B fueron Peñalolén y Deportes Valdivia; por otro lado, Municipal Mejillones y Arturo Fernández Vial quedaron clasificados a la liguilla de promoción.

## Liguilla de promoción
La Liguilla de Promoción es disputada por los equipos que alcanzaron la semifinal de la Tercera B (Provincial Talagante y General Velásquez) con los penúltimos de las liguillas de descenso de Tercera A (Municipal Mejillones y Arturo Fernández Vial). Los ganadores jugarán en la tercera categoría del fútbol chileno durante la temporada 2010.
| Local Ida            | Resultado Global | Local Vuelta          | Partido Ida | Partido Ida | Partido Ida | Partido Vuelta | Partido Vuelta | Partido Vuelta |
| Local Ida            | Resultado Global | Local Vuelta          | Día         | Hora        | Resultado   | Día            | Hora           | Resultado      |
| -------------------- | ---------------- | --------------------- | ----------- | ----------- | ----------- | -------------- | -------------- | -------------- |
| General Velásquez    | 4–4 1–4 (pen.)   | Arturo Fernández Vial | 17/10       | 17:00       | 2–2         | 24/10          | 19:00          | 2–2            |
| Provincial Talagante | 3–3 3–4 (pen.)   | Municipal Mejillones  | 18/10       | 16:00       | 2–1         | 24/10          | 16:00          | 1–2            |

Los 4 equipos permanecen en Terceras A y B Respectivamente para la próxima temporada y media.

## Goleadores
- Fecha de actualización: 24 de octubre

| Jugador          | Jugador          | Goles | Equipo          |
| ---------------- | ---------------- | ----- | --------------- |
| Bandera de Chile | Óscar Salinas    | 14    | Unión Temuco    |
| Bandera de Chile | Manuel Gutiérrez | 13    | Deportes Temuco |
| Bandera de Chile | Rolando Soto     | 13    | Magallanes      |
| Bandera de Chile | Eduardo Navea    | 13    | Unión Temuco    |
| Bandera de Chile | Patricio Salas   | 12    | Magallanes      |
| Bandera de Chile | Dany Parraguez   | 12    | Unión Quilpué   |